# 叔刘
叔刘（？—？），姬姓，中国春秋时期晋国的公子。是晋文公重耳和季隗的儿子。重耳流亡到北狄，娶季隗，生子伯鯈、叔刘。前636年，晋文公即位后，狄人把季隗送回晋国，请求留下伯鯈和叔刘。